# Luxiaria curvivena
Luxiaria curvivena là một loài bướm đêm trong họ Geometridae.